# Lille soldat
Pour plus de détails, voir Fiche technique et Distribution.
Lille soldat est un film danois réalisé par Annette K. Olesen, sorti en 2008.

## Synopsis
Un soldat de retour du front travaille comme chauffeur pour son père proxénète.

## Fiche technique
- Titre : Lille soldat
- Réalisation : Annette K. Olesen
- Scénario : Kim Fupz Aakeson
- Musique : Kaare Bjerkø
- Photographie : Camilla Hjelm
- Montage : Jacob Thuesen
- Production : Ib Tardini
- Société de production : Zentropa Productions
- Pays :  Danemark
- Genre : Drame
- Durée : 100 minutes
- Dates de sortie : 
  -  Danemark : 14 novembre 2008

## Distribution
- Trine Dyrholm : Lotte
- Lorna Brown : Lily
- Finn Nielsen : Far
- Rasmus Botoft : Nabo
- Thure Lindhardt : John
- Henrik Prip : Henning
- Jens Jørn Spottag : Fischer
- Victoria Agami : Daisy
- Louisa Yaa Aisin : Pearl
- Aske Bang : Tjener

## Distinctions
Le film a été présenté en sélection officielle en compétition lors de Berlinale 2009.